# Hrîneva, Vinkivți
Hrîneva (în ucraineană Гринева) este un sat în așezarea urbană Vinkivți din regiunea Hmelnîțkîi, Ucraina.

## Demografie
Componența lingvistică a localității Hrîneva
     Ucraineană (99,21%)
Conform recensământului din 2001, majoritatea populației localității Hrîneva era vorbitoare de ucraineană (99,21%), existând în minoritate și vorbitori de alte limbi.